# Аустрија на Летњим олимпијским играма 1904.
Аустрију је на Олимпијским играма 1900. у Сент Луису званично представљао један спортиста који се такмичио у пливању. Аустријски олимпијски тим је на свом трећем наступу на Летњим олимпијским играма заузео 10. место у укупном пласману, са једном бронзаном медаљом.
Према подацима Олимпијског комитета Аустрије на овим играма Аустрију су представљала два такмичара и број освојених медаља је 2 златне, једна сребрна и једна бронзана.

## Освајачи медаља

### Бронза
- Ото Вале - Пливање, 440 јарди, слободни стил, мушкарци

## Резултати по спортовима

### Пливање
| Пливач   | Дисциплина         | Полуфинале | Пласман | Финале    | Пласман | Детаљи |
| -------- | ------------------ | ---------- | ------- | --------- | ------- | ------ |
| Ото Вале | 440 јарди слободно |            |         | 6:39,0    |         |        |
| Ото Вале | 880 јарди слободно |            |         | непознато | 5 / 6   |        |
| Ото Вале | миља слободно      |            |         | непознато | 4 / 7   |        |